# Djungeldjuret Hugo – på villovägar
Djungeldjuret Hugo – på villovägar (danska: Jungledyret Hugo 3 - fræk, flabet og fri) är en dansk animerad film från 2007 i regi av Flemming Quist Møller och Jørgen Lerdam efter ett manus av Møller.

## Handling
Djungeldjuret Hugo jagas av människor som vill tjäna pengar på honom, men oavsett farorna njuter han utan ansträngning av skogen, vännen Rita och Dellekajs köttbullar. När han blir tillfångatagen och flygs till Junglandia följer hans vänner snabbt efter för att rädda honom.

## Rollista
- Jesper Klein — Hugo och Delle Kaj
- Mek Pek — Hugo (sång)
- Kaya Brüel — Rita
- Claus Ryskjær — Professor Strix
- Ole Fick — Dr. Sturmdrang
- Anne Marie Helger — Donna Prima
- Søs Egelind — Zik og Zak
- Dick Kaysø — General Maximus
- Peter Frödin — Jean Satin
- Flemming Quist Møller — Pedro
- Nis Bank-Mikkelsen — Jaguar
- Esben Pretzmann
- Ditte Gråbøl
- Lisbet Dahl
- Morten Holst

### Svenska röster
- Marie Bergman — Hugo
- Nina Gunke — Rita
- Claes Ljungmark — Maximus
- Hans Wahlgren — Strix
- Håkan Mohede — Sturmdrang
- Gizela Rasch — Donna Prima
- Elin Abelin — Zik & Zak
- Andreas Nilsson — Bullekaj
- Kristian Ståhlgren — Jean Satin
- Edvin Hagvisse — fjäril
- Oscar Harryson — Pedro
- Adam Fietz — Jaguar

- Övriga röster — Jennie Jahns, Mikael Roupé, Maria Björk
- Översättning och regi — Mikael Roupé
- Tekniker — Adam Fietz, Oskar Harryson
- Svensk version producerad av Scandvoice AB[9][10]